# 호산 추원당 및 임장유 묘비
호산 추원당 및 임장유 묘비(虎山 追遠堂 및 林長儒 墓碑)는 대한민국 전라남도 영암군 신북면 이천리에 있는 조선시대의 건축물과 묘비이다. 2017년 8월 8일 영암군의 향토문화유산 제7호로 지정되었다.

## 지정 사유
나주임씨는 임비를 원조로 하여 9세 임탁이 해남 감무를 지내다 이성계가 조선을 건국하자 벼슬을 버리고 회진에 낙향, 세거하게 되면서 세거하게 되었다. 나주 임씨는 조선시대 문과 급제자 54명, 무과 급제자 74명을 배출한 대표적인 전남의 토속 성씨중의 하나로 많은 임씨들이 거주하고 있는 곳이다.
추원재는 1868년 건축된 이후 기둥을 제외하고 완벽하게 원형을 보존하고 있고 현재 매년 음력 10월 14일에 전 종원들이 모여 시제를 지내고 있다.
묘비는 일반적인 판석형태의 묘비가 아닌 정사각형의 묘비로 이 지역에서는 보기드믄 형태로 미술사적인 가치가 높다.
또한 추원재에 소장하고 있는 고문서는 우리 영암과 관련된 기사가 많아 사료적인 가치도 높다. 따라서 추원재와 묘비 일원을 향토문화유산으로 지정하여 보존할 만한 가치가 있다.